# 나가카미촌
나가카미촌(長上村)은 시즈오카현의 서부, 하마나군에 속했던 촌이다.
현재의 하마마쓰시 히가시구 중부에 해당한다.

## 역사
- 1927년 2월 1일 - 이치노촌, 덴노촌이 합병해 성립하였다.
- 1954년 3월 31일- 하마마쓰시에 편입해, 동일 나가카미촌은 폐지되었다.
- 2007년 4월 1일 - 하마마쓰시가 정령지정도시로 승격해, 구촌 지역은 히가시구에 소속이 되었다.
- 2024년 1월 1일 - 하마마쓰시의 행정구역 개편에 따라 구무라 지역이 주오구로 편입됨.

## 교통

### 도로
현재는 도메이 고속도로 하마마쓰 나들목이 위치해 있지만, 당시에는 미개통 상태였다.

## 참고 문헌
- 가도카와 일본 지명 대사전 22 静岡県